# Cryptops coiffati
Cryptops coiffati är en mångfotingart som beskrevs av Demange 1968. Cryptops coiffati ingår i släktet Cryptops och familjen Cryptopidae.
Artens utbredningsområde är Gabon. Inga underarter finns listade i Catalogue of Life.